# Битва при Раві-Руській
Битва при Раві-Руській (2–11 вересня 1914) — битва між росіянами і австро-угорськими військами під час Першої світової війни. Було складовою частиною Галицької битви 1914 року. Завершилося перемогою російських військ.

## Битва
Після перемоги під Комаровом, 4-та австрійська армія під командуванням Ауффенберга виступає на допомогу третій австрійській армії, яка в боях зазнала важких втрат. Це створює розрив між 4-ю і 1-ю австрійськими арміями, яким скористалася 3-тя російська армія. Біля міста Рава-Руська, австро-угорські війська зіткнулися з наступаючими частинами російської 3-ї армії, ціною великих втрат, австрійцям вдалося уникнути оточення. Австрійці втратили 350 000 осіб, також російські війська захопили багато різних трофеїв. Російські війська увійшли в Раву-Руську.